# Karin Bijsterveld
Karin Theda Bijsterveld (Achtkarspelen, 12 oktober 1961) is een Nederlands hoogleraar Wetenschap, Technologie & Moderne Cultuur aan de Universiteit Maastricht.

## Biografie
Bijsterveld studeerde geschiedenis en promoveerde in 1995 op Geen kwestie van leeftijd. Verzorgingsstaat, wetenschap en discussies rond ouderen in Nederland, 1945-1982 aan de Maastrichtse universiteit waaraan ze toen verbonden was als docent Maatschappijwetenschappen en techniek. Ze is een specialist in geluidsstudies. Ze was mederedacteur van The Oxford handbook of sound studies (2013). Ze was Research Master Cultures of Arts, Science and Technology en directeur van de Onderzoekschool voor Wetenschap, Technologie en Moderne Cultuur. Ze is een van de oprichters van ESSA (European Sound Studies Association). Sinds 2007 is ze hoogleraar in Maastricht. In 2009 ontving ze een VICI-subsidie van NWO voor geluidsonderzoek. In het Amsterdam Museum liet ze in 2013 horen hoe de hoofdstad klonk in 1895 en 1935.
Prof. dr. K.Th. Bijsterveld werd in 2016 benoemd tot lid van de Koninklijke Nederlandse Akademie van Wetenschappen.